# Aasuvälja (Türi)
Aasuvälja – wieś w Estonii, w prowincji Järva, w gminie  Türi.